# William Evans Burney
William Evans Burney (ur. 11 września 1893 w Hubbard w Teksasie, zm. 29 stycznia 1969 w Denver w Kolorado) – amerykański polityk.
W latach 1940–1941 z ramienia Partii Demokratycznej reprezentował trzeci okręg wyborczy w stanie Kolorado w Izbie Reprezentantów Stanów Zjednoczonych.